# Amaranthus blitum
Pour les articles homonymes, voir Blette (plante) et Blette.
Espèce
Classification phylogénétique
L'amarante sauvage ou amarante blette (Amaranthus blitum L., syn. Amaranthus livides L.) est une espèce de plante herbacée annuelle, anciennement cultivée, de la famille des Amaranthacées ou des Chénopodiacées selon la classification classique de Cronquist (1981). Son nom latin d'espèce blitum a donné naissance au mot français blette, mais l'espèce A. blitum étant presque inconnue en France de nos jours ce mot est devenu synonyme de bette (Beta vulgaris L.).
Adventice cosmopolite, cette espèce est originaire de la région méditerranéenne, mais s'est naturalisée dans d'autres parties du monde, notamment le Japon, la partie orientale de l'Amérique du Nord, en Inde ou en Afrique occidentale, orientale et australe.
Elle est cultivée dans les jardins familiaux du Sud-Est de l'Europe, en Inde ou en Afrique centrale et orientale et consommée, notamment en Grèce, bouillie en salade (avec huile d'olive et jus de citron) sous le nom de vlita (grec moderne: βλίτα).
Elle fait partie des plantes dont la culture est recommandée dans les domaines royaux par Charlemagne dans le capitulaire De Villis (fin du VIIIe ou début du IXe siècle).